# هوارد هنري بيكهام
هوارد هنري بيكهام (بالإنجليزية: Howard Henry Peckham)‏ هو كاتب سير ومؤرخ وأمين مكتبة أمريكي، ولد في 13 يوليو 1910 في لويل في الولايات المتحدة، وتوفي في 6 يوليو 1995 في هينديرسونفيل في الولايات المتحدة.